# Leichtathletik-Länderkampf der Frauen 1979 BR Deutschland – Großbritannien – Polen – Schweiz
| 6. Leichtathletik-Länderkampf mit bundesdeutscher Beteiligung 1979            | 6. Leichtathletik-Länderkampf mit bundesdeutscher Beteiligung 1979 |
| ----------------------------------------------------------------------------- | ------------------------------------------------------------------ |
|                                                                               |                                                                    |
| Ländervergleich der Frauen: BR Deutschland – Großbritannien – Polen – Schweiz |                                                                    |
| Austragungsort                                                                | Bremen                                                             |
| Wettbewerbe                                                                   | 14                                                                 |
| Datum                                                                         | 23./24. Juni                                                       |
| 1. GBR 2. FRG 3. POL 4. SUI                                                   | 147 Punkte 140 Punkte 135 Punkte 063 Punkte                        |
| Chronik                                                                       |                                                                    |
| ← FRG-GBR-POL-SUI (M)                                                         | FRA-FRG-DNK-SWE-SUI00 Geher (F) →                                  |

Im sechsten Vergleich des Länderkampfjahres 1979 trafen die Frauen wie parallel die Männer am 23./24. Juni in Bremen auf Großbritannien, Polen und die Schweiz. In einem Vierländerkampf waren sich die vier Nationen noch nicht begegnet. Einzeln hatte es dagegen vorangegangene Aufeinandertreffen gegeben.
Mit Großbritannien hatten die bundesdeutschen Frauen zuvor dreizehn Vergleiche ausgetragen, die Bilanz lautete sieben zu sechs für die Bundesrepublik. Die letzte Begegnung war 1977 an Großbritannien gegangen.
Zwölf Mal war die Bundesrepublik zuvor auf Polen getroffen. Acht Mal hatten die bundesdeutschen Leichtathletinnen gesiegt, vier Mal die Polinnen.
Gegen die Schweiz hatten die bundesdeutschen Sportlerinnen alle sieben vorangegangene Aufeinandertreffen für sich entschieden.

## Modus
Auf dem Programm standen vierzehn Disziplinen, dreizehn davon umfassten den kompletten damaligen olympischen Wettbewerbskatalog für Frauen. Hinzu kam ein Rennen über 400 Meter Hürden, eine Disziplin, die 1984 olympisch wurde. Am Start waren zwei Teilnehmerinnen je Land und Wettbewerb. Die Punkte wurden in den Einzeldisziplinen folgendermaßen verteilt: 1. Platz: 9 P / 2. Pl.: 7 P / 3. Pl.: 6 P / 4. Pl.: 5 P / … In den Staffeln gab es neun zu sechs zu vier zu zwei Punkte.

## Ergebnis
Entschieden wurde dieser Länderkampf in den Einzelläufen. Die Britinnen sicherten sich in diesem Bereich vier Disziplinen. Die bundesdeutschen und polnischen Athletinnen kamen auf je einen Sieg, ein Wettbewerb ging zwischen Großbritannien und der Bundesrepublik unentschieden aus. Eine der Staffeln gewann die Bundesrepublik, die andere Polen. In der Kategorie Sprung verbuchten die britischen und die bundesdeutschen Sportlerinnen je einen Erfolg. Im Bereich Wurf/Stoß entschieden Polen, Großbritannien und die Bundesrepublik je eine Disziplin für sich. Am Ende war es aufgrund der weiteren Punktverteilungen hinter den jeweils siegreichen Teams doch noch eng. Die Die Britinnen gewannen mit 147 Punkten vor der Bundesrepublik Deutschland (140 Punkte). Mit 135 Punkten kam Polen auf den dritten Platz. Die Schweizerinnen belegten mit 63 Punkten abgeschlagen den vierten und letzten Platz.

## Legende
Kurze Übersicht zur Bedeutung der Symbolik – so üblicherweise auch in sonstigen Veröffentlichungen verwendet:
| DNF | nicht im Ziel (did not finish) |

## Resultate

### 100 m
| Platz | Athletin         | Land | Zeit (s) |
| ----- | ---------------- | ---- | -------- |
| 1     | Sonia Lannaman   | GBR  | 11,55    |
| 2     | Wendy Clarke     | GBR  | 11,60    |
| 3     | Annegret Richter | FRG  | 11,65    |
| 4     | Irena Szewińska  | POL  | 11,67    |
| 5     | Zofia Bielczyk   | POL  | 11,68    |
| 6     | Brigitte Wehrli  | SUI  | 11,75    |
| 7     | Monika Hirsch    | FRG  | 12,00    |
| 8     | Isabelle Keller  | SUI  | 12,15    |

Datum: 23. Juni

### 200 m
| Platz | Athletin         | Land | Zeit (s) |
| ----- | ---------------- | ---- | -------- |
| 1     | Sonia Lannaman   | GBR  | 23,00    |
| 2     | Irena Szewińska  | POL  | 23,07    |
| 3     | Kathy Smallwood  | GBR  | 23,11    |
| 4     | Annegret Richter | FRG  | 23,20    |
| 5     | Brigitte Wehrli  | SUI  | 23,40    |
| 6     | Grażyna Rabsztyn | POL  | 23,65    |
| 7     | Isabella Keller  | SUI  | 23,83    |
| 8     | Petra Sharp      | FRG  | 24,24    |

Datum: 24. Juni

### 400 m
| Platz | Athletin           | Land | Zeit (s) |
| ----- | ------------------ | ---- | -------- |
| 1     | Donna Hartley      | GBR  | 51,51    |
| 2     | Gaby Bußmann       | FRG  | 51,77    |
| 3     | Elke Decker        | FRG  | 52,78    |
| 4     | Grażyna Oliszewska | POL  | 53,12    |
| 5     | Karen Williams     | GBR  | 53,30    |
| 6     | Elżbieta Katolik   | POL  | 53,65    |
| 7     | Patricia Duboux    | SUI  | 55,97    |
| 8     | Doris Nyffenegger  | SUI  | 56,26    |

Datum: 23. Juni

### 800 m
| Platz | Athletin         | Land | Zeit (min) |
| ----- | ---------------- | ---- | ---------- |
| 1     | Christine Boxer  | GBR  | 2:02,5     |
| 2     | Ursula Hook      | FRG  | 2:02,5     |
| 3     | Cornelia Bürki   | SUI  | 2:03,3     |
| 4     | Jolanta Januchta | POL  | 2:04,0     |
| 5     | Anna Bukis       | POL  | 2:04,0     |
| 6     | Petra Kleinbrahm | FRG  | 2:05,0     |
| 7     | Verona Elder     | GBR  | 2:05,9     |
| 8     | Isabelle Pitton  | SUI  | 2:09,0     |

Datum: 23. Juni

### 1500 m
| Platz | Athletin          | Land | Zeit (min) |
| ----- | ----------------- | ---- | ---------- |
| 1     | Christine Benning | GBR  | 4:07,7     |
| 2     | Brigitte Kraus    | FRG  | 4:08,1     |
| 3     | Cornelia Bürki    | SUI  | 4:09,1     |
| 4     | Celina Sokolowska | POL  | 4:10,6     |
| 5     | Anna Bukis        | POL  | 4:14,0     |
| 6     | Wendy Smith       | GBR  | 4:14,7     |
| 7     | Elsbeth Liebi     | SUI  | 4:21,5     |
| DNF   | Elisabeth Schacht | FRG  |            |

Datum: 24. Juni

### 100 m Hürden
| Platz | Athletin          | Land | Zeit (s) |
| ----- | ----------------- | ---- | -------- |
| 1     | Grażyna Rabsztyn  | POL  | 12,39    |
| 2     | Zofia Bielczyk    | POL  | 12,71    |
| 3     | Silvia Kempin     | FRG  | 13,16    |
| 4     | Lorna Boothe      | GBR  | 13,19    |
| 5     | Doris Baum        | FRG  | 13,29    |
| 6     | Shirley Strong    | GBR  | 13,41    |
| 7     | Nanette Furgine   | SUI  | 13,98    |
| 8     | Elisabeth Reimann | SUI  | 14,15    |

Datum: 24. Juni
Die Rückenwindunterstützung über dem erlaubten Limit von 2,0 m/s.

### 400 m Hürden
| Platz | Athletin            | Land | Zeit (s) |
| ----- | ------------------- | ---- | -------- |
| 1     | Silvia Hollmann     | FRG  | 55,88    |
| 2     | Christine Warden    | GBR  | 56,80    |
| 3     | Regina Westedt      | FRG  | 58,63    |
| 4     | Lisbeth Helbing     | SUI  | 58,65    |
| 5     | Sue Smith           | GBR  | 58,83    |
| 6     | Esther Kaufmann     | SUI  | 58,86    |
| 7     | Elżbieta Katolik    | POL  | 59,12    |
| 8     | Małgorzata Gajewska | POL  | 60,44    |

Datum: 23. Juni

### 4 × 100 m Staffel
| Platz | Besetzung      | Land                                                                 | Zeit (s) |
| ----- | -------------- | -------------------------------------------------------------------- | -------- |
| 1     | Polen          | Danuta Bielczyk Irena Szewińska Grażyna Rabsztyn Elzbieta Stachurska | 43,64    |
| 2     | Großbritannien | Wendy Clarke Kathy Smallwood Sharon Colyear Sonia Lannaman           | 44,07    |
| 3     | Schweiz        | Vroni Werthmüller Brigitte Wehrli Isabelle Keller Isabella Keller    | 44,31    |
| 4     | BR Deutschland | Susanne Kinder Monika Hirsch Petra Sharp Annegret Richter            | 44,66    |

Datum: 23. Juni

### 4 × 400 m Staffel
| Platz | Besetzung      | Land                                                                  | Zeit (min) |
| ----- | -------------- | --------------------------------------------------------------------- | ---------- |
| 1     | BR Deutschland | Elke Decker Silvia Hollmann Silke Rasch Gaby Bußmann                  | 3:30,3     |
| 2     | Großbritannien | Verona Elder Christine Warden Karen Williams Donna Hartley            | 3:30,4     |
| 3     | Polen          | Małgorzata Gajewska Jolanta Januchta Elżbieta Katolik Irena Szewińska | 3:30,6     |
| 4     | Schweiz        | Lisbeth Helbing Doris Hofstetter Carpinelli Patricia Duboux           | 3:45,5     |

Datum: 24. Juni

### Hochsprung
| Platz | Athletin          | Land | Höhe (m) |
| ----- | ----------------- | ---- | -------- |
| 1     | Petra Wziontek    | FRG  | 1,91     |
| 2     | Urszula Kielan    | POL  | 1,89     |
| 3     | Elżbieta Krawczuk | POL  | 1,86     |
| 4     | Annette Harnack   | FRG  | 1,80     |
| 5     | Louise Miller     | GBR  | 1,80     |
| 6     | Barbara Simmons   | GBR  | 1,75     |
| 7     | Laura Patrig      | SUI  | 1,75     |
| 8     | Gaby Meier        | SUI  | 1,75     |

Datum: 24. Juni

### Weitsprung
| Platz | Athletin         | Land | Weite (m) |
| ----- | ---------------- | ---- | --------- |
| 1     | Sue Reeve        | GBR  | 6,56      |
| 2     | Teresa Marciniak | POL  | 6,41      |
| 3     | Anke Weigt       | FRG  | 6,32      |
| 4     | Isabella Keller  | SUI  | 6,27      |
| 5     | Anna Włodarczyk  | POL  | 6,21      |
| 6     | Allison Manley   | GBR  | 6,19      |
| 7     | Cilly Lemkamp    | FRG  | 6,10      |
| 8     | Angela Weiß      | SUI  | 5,63      |

Datum: 23. Juni

### Kugelstoßen
| Platz | Athletin          | Land | Weite (m) |
| ----- | ----------------- | ---- | --------- |
| 1     | Beatrix Philipp   | FRG  | 17,68     |
| 2     | Beata Habrzyk     | POL  | 17,60     |
| 3     | Ludwika Chewińska | POL  | 17,10     |
| 4     | Judith Oakes      | GBR  | 16,35     |
| 5     | Angela Littlewood | GBR  | 15,40     |
| 6     | Cornelia Sulek    | FRG  | 14,74     |
| 7     | Ursula Stäheli    | SUI  | 13,77     |
| 8     | Myrthe Heilig     | SUI  | 13,37     |

Datum: 24. Juni

### Diskuswurf
| Platz | Athletin         | Land | Weite (m) |
| ----- | ---------------- | ---- | --------- |
| 1     | Meg Ritchie      | GBR  | 58,28     |
| 2     | Ingra Manecke    | FRG  | 57,52     |
| 3     | Danuta Majewska  | POL  | 57,38     |
| 4     | Danuta Gwardecka | POL  | 57,28     |
| 5     | Barbara Beuge    | FRG  | 55,30     |
| 6     | Janet Thompson   | GBR  | 52,70     |
| 7     | Rita Pfister     | SUI  | 52,42     |
| 8     | Monika Iten      | SUI  | 43,04     |

Datum: 23. Juni

### Speerwurf
| Platz | Athletin            | Land | Weite (m) |
| ----- | ------------------- | ---- | --------- |
| 1     | Eva Helmschmidt     | FRG  | 62,40     |
| 2     | Bernadetta Blechacz | POL  | 62,02     |
| 3     | Ingrid Thyssen      | FRG  | 60,40     |
| 4     | Tessa Sanderson     | GBR  | 58,74     |
| 5     | Fatima Whitbread    | GBR  | 56,34     |
| 6     | Maria Jabłońska     | POL  | 54,70     |
| 7     | Regula Egger        | SUI  | 54,56     |
| 8     | Edith Jung          | SUI  | 48,18     |

Datum: 24. Juni